# Орденська монета
- монета лицарського ордену (наприклад, монети Тевтонського лицарського ордену кінця з кінця XIII і до 1525);

- монета, яка викарбувана з нагоди заснування будь-якого ордену або урочистості, пов'язаної з його заснуванням; іноді урочистості пов'язані з нагородженням орденом якогось правителя (наприклад, прусська орденська монета Фрідріха I (1701-1713) з ланцюгом ордену Чорного орла);

- відомі також Байхтлінгський орденський талер, талер ордена Підв'язки та монети із зображенням ордена Золотого руна;

- Нині багатьма монетними дворами світу карбуються серії пам'ятних монет із зображенням державних нагород призначені для колекціонерів-нумізматів.